# Marlene Jahl
Marlene Jahl (ur. 7 kwietnia 1995) – austriacka zawodniczka taekwondo, olimpijka z Paryża (2024), medalistka mistrzostw świata.

## Życiorys
Urodziła się 7 kwietnia 1995 roku. W 2022 roku zdobyła brązowy medal mistrzostw świata w Guadalajarze w Meksyku.
W 2024 roku reprezentowała Austrię na Letnich Igrzyskach Olimpijskich w Paryżu, gdzie w rywalizacji zawodniczek taekwondo powyżej 67 kilogramów odpadła w pierwszej rundzie z Zhou Zeqi z Chin.